# Nyagaca
Nyagaca är ett periodiskt vattendrag i Burundi.   Det ligger i provinsen Ruyigi, i den centrala delen av landet, 120 km öster om huvudstaden Bujumbura.
Omgivningarna runt Nyagaca är en mosaik av jordbruksmark och naturlig växtlighet. Runt Nyagaca är det ganska tätbefolkat, med 155 invånare per kvadratkilometer.